# M1-67
M1-67位於星座天箭座，是圍繞著沃夫–瑞葉星WR 124的一個噴射星雲，距離地球約5.87kpc。它包含的塵埃被WR 124的恆星風驅動，並吸收了恆星的大部分光。它是美國天文學家保羅·威拉德·梅里爾於1938年發現的，與此同時，他發現了被它包圍的恒星。它的直徑約為6光年，生成於大約20,000年前。

## 距離和特性
2010年的一項聚焦於M1-67的研究，通過使用相隔11年拍攝的哈伯太空望遠鏡照片量測其膨脹率。然後將膨脹率與膨脹速度進行比較，膨脹速度是根據星雲發射線的都卜勒頻移計算得出的，幾何距離為d=3.35±0.67kpc。美國國家航空暨太空總署已經證實，釋放的氣體以高達100,000英里/小時的速度移動，造成湍流，並攜帶著大約1,000億英里寬的發光斑點，每個斑點的質量約為地球的30倍。爆炸發生在大約10,000年前。對該星雲的紅外研究表明，它由經過溫和處理的物質組成，其數量比為N/O=1.0±0.5，C/O=0.46±0.27。星雲塵埃的質量已被確認為0.22 M☉ 。
M1-67與其它的沃夫–瑞葉星的星雲不同，它的形態複雜且多節結。對該星雲動力學的研究表明，它與周圍的ISM相互作用，導致了以約180km/s的高速行進的弓形震波。WR 124被確定為距離弓形震波約1.3秒差距。噴發後不久，恆星風與弓形震波發生了碰撞，其方向沿著其主軸。從地球上的望遠鏡觀察到，在星雲中心的徑向速度範圍內，沒有發現輻射。在中心發現較高的徑向速度，在邊緣附近發現較低的速度，估計膨脹速度為150km/s，動態時間尺度為8,000至20,000光年。然而，不需要弓形震波，也可以對其形狀做出合理的解釋。 另一個模型表明，WR 124是一個雙極星雲，其軸指向西北，被赤道環面以及向東擴展的噴流包圍。